# Братська могила радянських воїнів у с. Федорівське

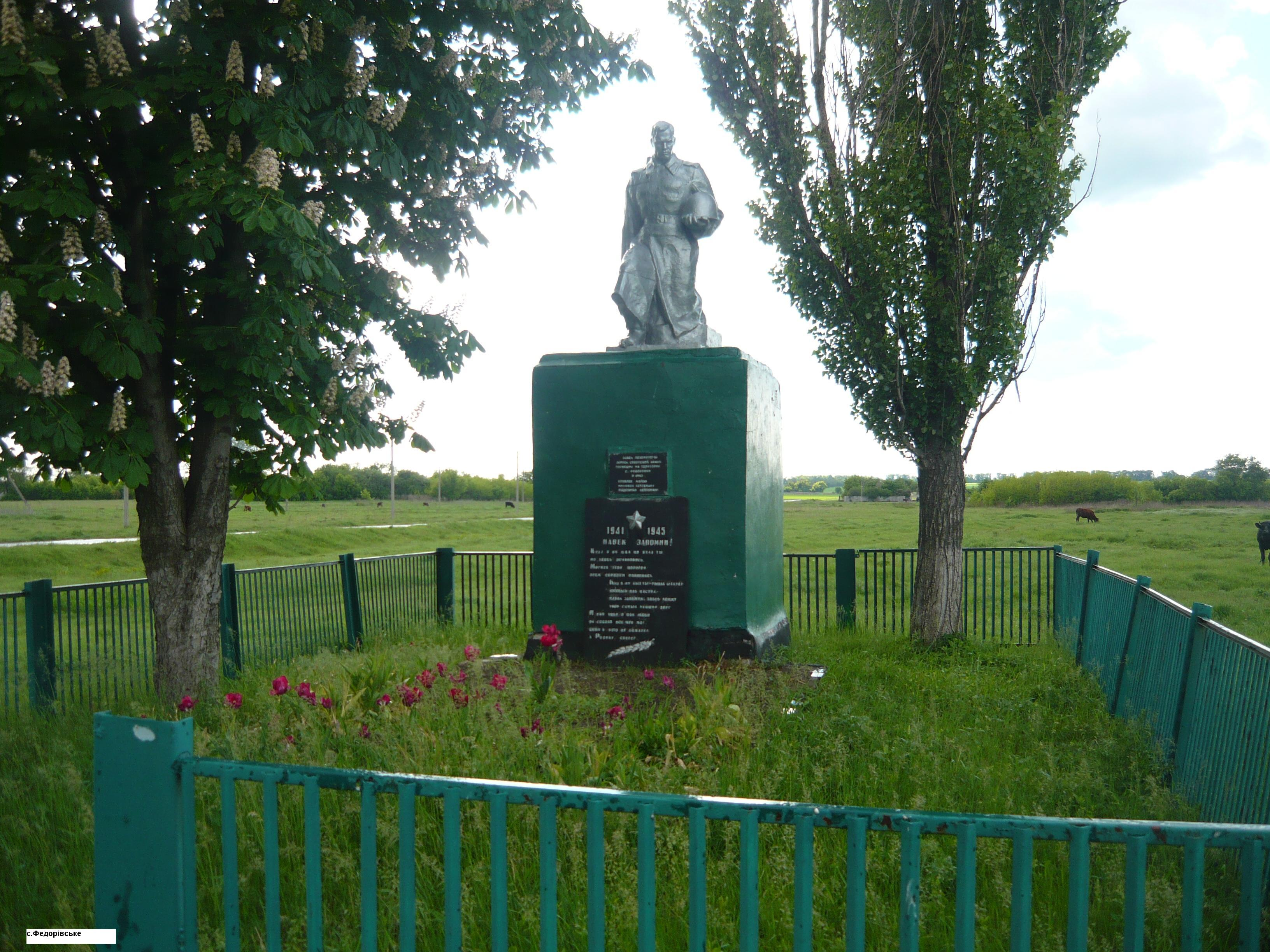
Братська могила радянських воїнів у селі Федорівське

Братська могила радянських воїнів у селі Федорівське Олексіївської сільської ради Юр’ївського району Дніпропетровської області. 

## Історія
Братська могила радянських воїнів знаходиться у центрі села. У могилі поховано 32 воїни 6-ї Армії Південно-Західного фронту, які загинули 17 вересня 1943 року при визволенні села від німецько-фашистських загарбників. У 1962 році на могилі було встановлено пам’ятник «Воїн з каскою». Площа, зайнята пам’яткою, — 6 × 11 м.

## Персоналії
1. Алексюк Федір Сидорович, рядовий.
2. Ковальов Петро Федорович, майор.
3. Мімаков, лейтенант.

## Додаток
Написи на меморіальних дошках: «Вечная слава и память воинам, погибшим за освобождение нашей Родины в Великой Отечественной войне 1941—1945 гг.», «Слава Вам, храбрые, слава, бесстрашные, вечную славу поет Вам народ. Доблестно жившие, смерть сокрушившие, память о Вас никогда не умрет», «Куда б ни шел, ни ехал ты, но здесь остановись, могиле этой дорогой всем сердцем поклонись. Кто б ни был ты: рыбак, шахтер, ученый иль пастух, навек запомни: здесь лежит твой самый лучший друг. И для тебя, и для меня он сделал все, что мог, себя в бою не пожалел и Родину сберег»,
«Здесь похоронены воины Советской Армии, погибшие на территории с. Федоровка в 1943 г.».
Поховання та територія пам’ятки упорядковані.